# Pfarrkirche Rappottenstein

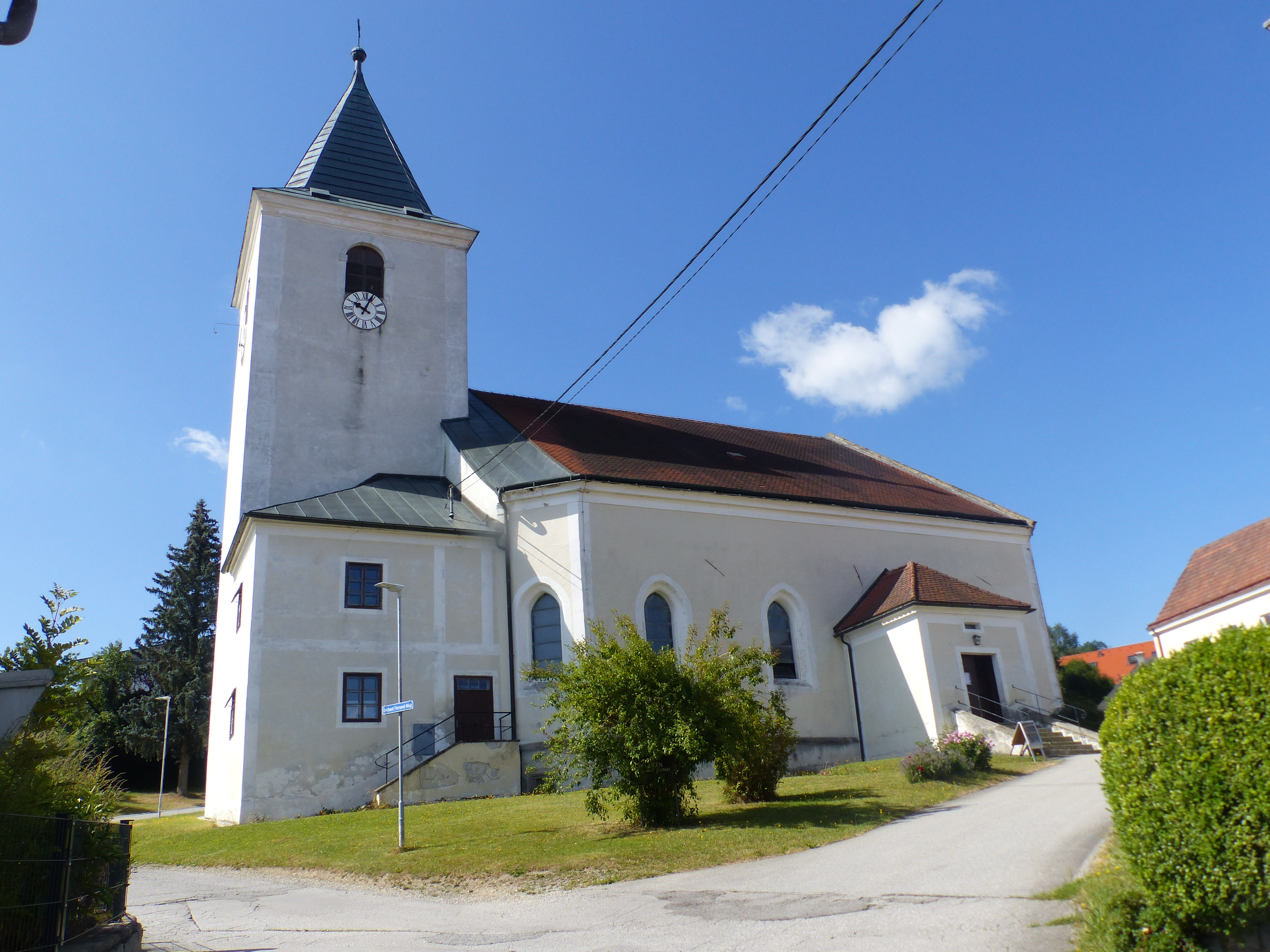
Katholische Pfarrkirche Hll. Petrus und Paulus in Rappottenstein

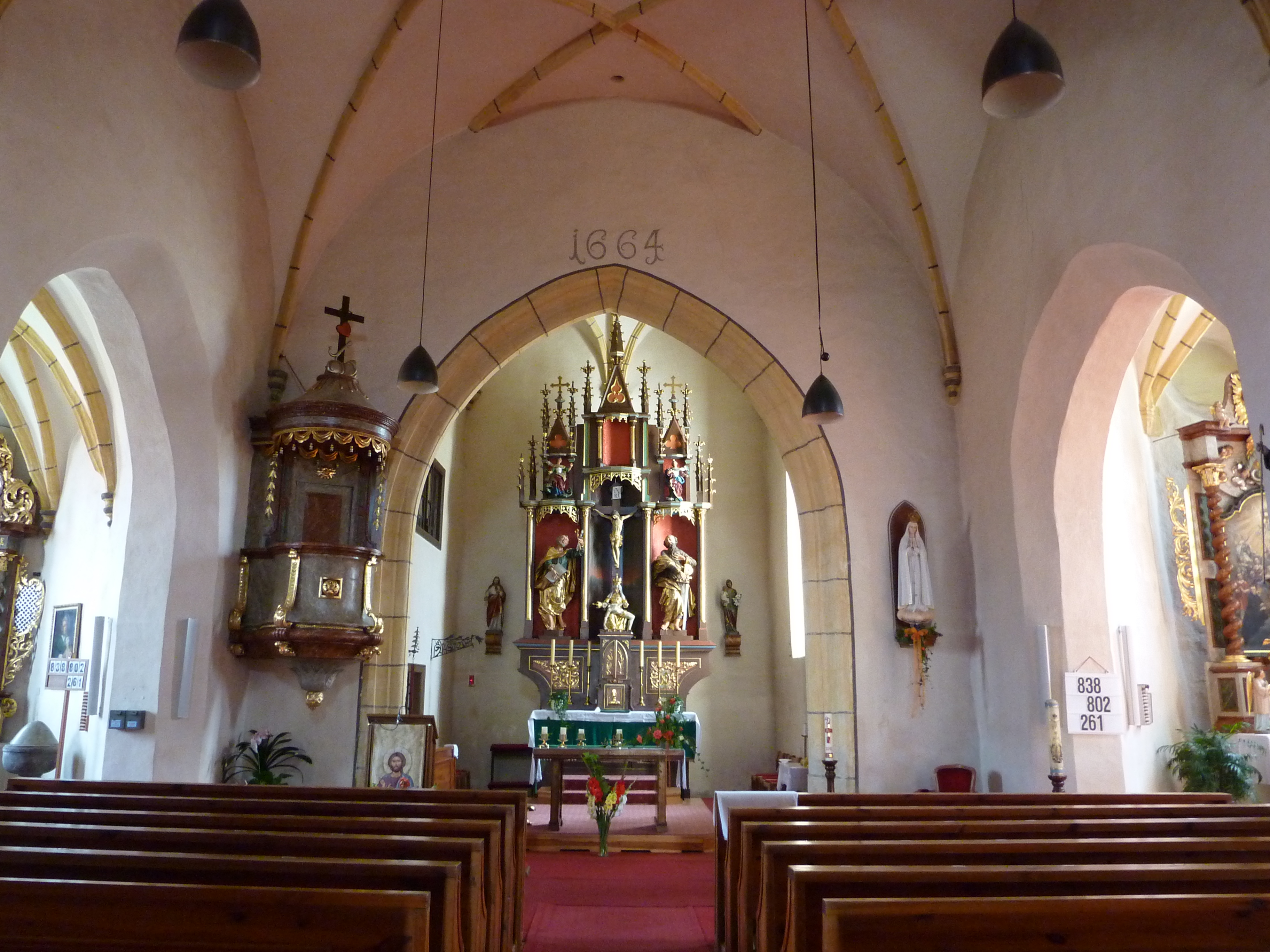
Langhaus, Blick zum Chor

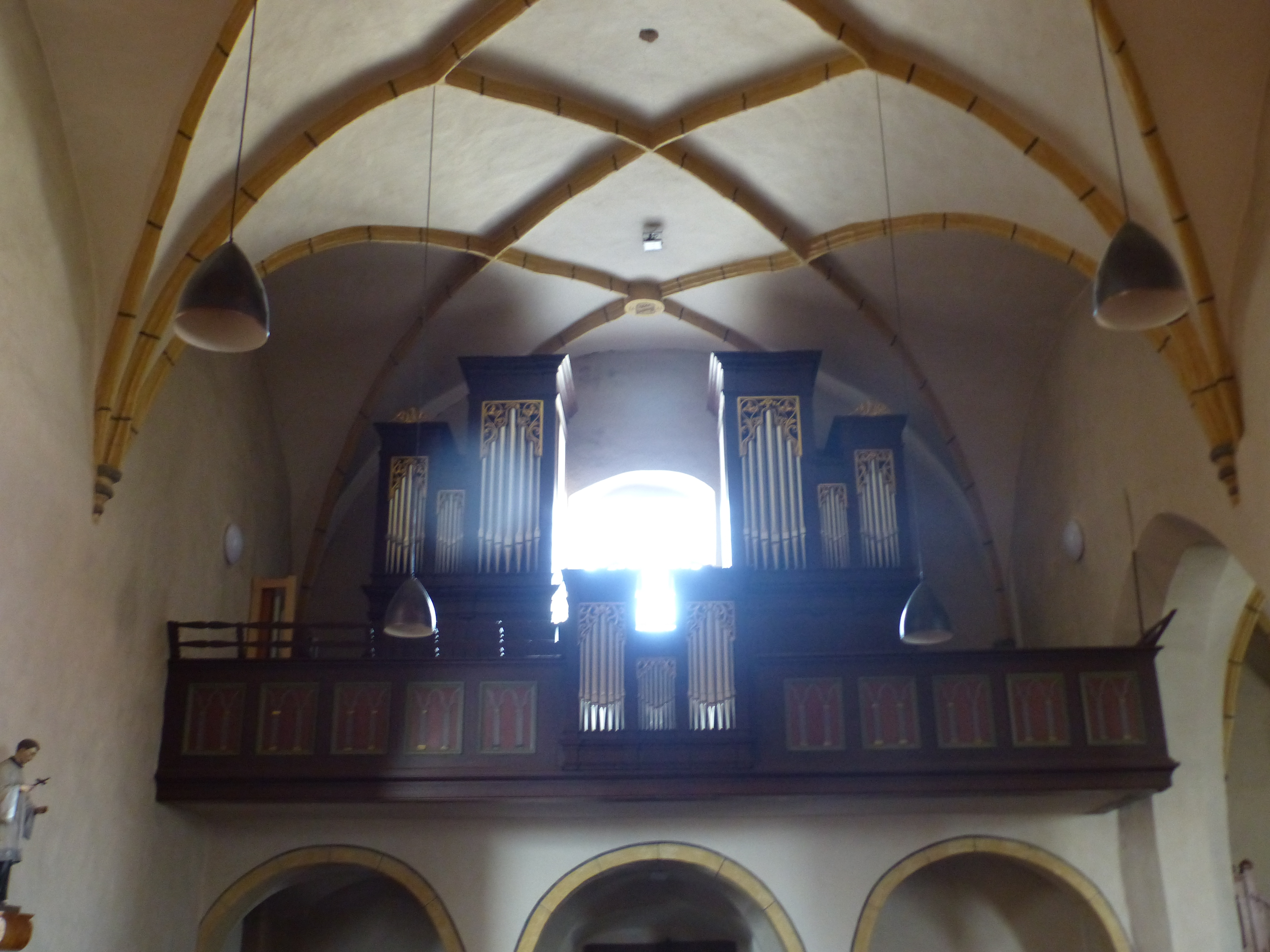
Langhaus, Blick zur Empore

Die römisch-katholische Pfarrkirche Rappottenstein steht auf einer Anhöhe im Süden des Marktplatzes in der Marktgemeinde Rappottenstein im Bezirk Zwettl in Niederösterreich. Die dem Patrozinium des Heiligen Peter und Paul unterstellte Pfarrkirche gehört zum Dekanat Zwettl in der Diözese St. Pölten. Die Kirche steht unter Denkmalschutz (Listeneintrag).

## Geschichte
Die Pfarre und die Burg Rappottenstein sind eine Gründung der Herrschaft Rappottenstein in der Mitte des 12. Jahrhunderts. Urkundlich wurde 1259 eine Pfarre genannt. Von 1271 bis 1310 stand die Pfarre unter dem Patronat des Nonnenklosters von Altmelon, dann ging sie an die Dachsberger (Schloss Dachsberg). Von 1555 bis 1629 protestantisch, seitdem unter dem Patronat der Schlossbesitzer.
Die spätromanische Chorturmkirche wurde in der zweiten Hälfte des 15. Jahrhunderts zu einer dreischiffigen Pseudobasilika erweitert.

## Architektur
Das Kirchenäußere zeigt ein Langhaus mit einem umlaufenden Sockel und einer schlichten Giebelfront mit Spitzbogenfenstern in abgeschrägten Laibungen, die polygonalen Seitenchöre schrägen die Ecken des östlichen Langhauses ab. Der quadratische Chorturm hat unter Putz romanische Zwillingsbogenfenster, das Glockengeschoß aus 1721 hat rundbogige Schallfenster, der Turm trägt einen Pyramidenhelm. Der nördlich des Turmes stehende Sakristeianbau aus 1791 steht an der Stelle einer ehemaligen gotischen Sakristei. Die Türvorbauten im Norden und Westen entstanden 1763.
Das Kircheninnere zeigt ein dreischiffiges pseudobasilikales Langhaus, das Mittelschiff, im Kern romanisch, erhielt in der zweiten Hälfte des 15. Jahrhunderts ein Netzrippengewölbe auf Konsolen, ein Schlussstein nennt die Restaurierungen von 1664 und 1956. Die Orgelempore ist dreiteilig mit Rundbogenöffnungen und Blendarkaden. Das Nordschiff hat ein Netzrippengewölbe mit Wappenschlusssteinen. Das Südschiff ist aufgrund der südwestlich einstehenden ehemaligen Dachsberg-Gruft kürzer und hat ein Netzrippengewölbe auf Konsolen. Der Triumphbogen ist hoch. Das quadratische Chorturmerdgeschoß hat ein vierteiliges Sternrippengewölbe.
Die Wandmalereien aus dem Anfang des 16. Jahrhunderts wurden 1905 aufgedeckt, sie zeigen am südlichen Scheidbogenpfeiler die Heiligen Christophorus und Rochus mit Stiftern, an der Ostwand die Heiligen Erasmus und Anna selbdritt aus 1509, an der Westwand Jüngstes Gericht.

## Einrichtung
Den neugotischen Hochaltar aus 1875 stiftete der Pfarrer Kappl aus Kirchberg, er trägt die barocken Skulpturen aus der zweiten Hälfte des 18. Jahrhunderts Kruzifix, Pietà, Peter und Paul und im Gesprenge Margarete und Agnes.
Die spätbarocken Seitenaltäre entstanden 1757 mit gewundenen Säulen und seitlichen Ranken und Gitterwerk. Der linke Seitenaltar zeigt das Altarblatt Maria Immaculata von Carl Bäck 1858 und das Oberbild Dreifaltigkeit. Der rechte Seitenaltar zeigt das barocke Altarblatt Vierzehn Nothelfer und darüber die Halbfigur Gottvater umgeben von Cherubsköpfen. Die klassizistische Kanzel ist aus 1792. Die Kreuzwegbilder malte Carl Bäck 1856.
Die Orgel baute Benedikt Latzl 1862. Eine Glocke entstand im Anfang des 16. Jahrhunderts. Eine Glocke nennt Ignaz Hilzer 1872.

## Grabdenkmäler
Innen
- Grabplatte mit Stangenkreuz aus dem Anfang des 14. Jahrhunderts im Boden eingelassen.
- Wappengrabstein Landau 1655/1656.
- Wappengrabstein 1856.